# 石神澪
石神 澪（いしがみ れい、1997年4月16日 - ）は、日本のタレント、女優である。
兵庫県神戸市出身。エイベックス・アーティストアカデミー大阪校出身。

## 人物
- 5歳の頃からダンスを始める。エイベックス・アーティストアカデミー大阪校に入校し、「LAYM」というユニットで活動。
- 2009年に『天才てれびくんMAX』のMTK全国オーディション2009に参加し最終選考（ユニット審査）まで進むが敗退。
- 2010年にナルミヤリンジィスタイルコンテストのグランプリを獲得した。
- 2010年4月から2013年3月まで『あほやねん!すきやねん!』に木曜日のレギュラーとして出演し、同番組で結成した地方アイドル「もっキラーズ☆」のメンバーとしても活動していた。
- 2011年10月3日にSUPER☆GiRLSの妹分であるiDOL Street w-Streetのストリート生の新メンバーとして加入することが発表され、10月8日に渋谷WOMBで行われたiDOL Streetのライブで初お披露目になった。再編時にw-Street OSAKAに在籍後、2013年4月から上京しe-Street TOKYOに移籍している。
- 2013年7月6日をもってIDOL Streetを卒業。エイベックス・マネジメント専属として、本格的な芸能活動に専念する。
- 2020年6月7日に自身のTwitter上でishioka Shotaroと結婚したことを報告した（翌日には自身のInstagramでも同様の投稿をしている）[2]。
- 2020年8月25日に自身のTwitter上で所属していた事務所を退社し、フリーランスになった事を発表した[3]。
- 好きな食べ物はプリン。

## 出演

### バラエティ
- 天才てれびくんMAX（2009年、NHK教育） - MTK全国オーディション2009近畿・四国・中国地区代表
- あほやねん!すきやねん!（2010年度 - 2012年度、NHK総合大阪） - 木曜レギュラー
- Rの法則（2012年11月 - 2018年3月、NHK Eテレ） - レギュラー（第3期R'sメンバー）
- 赤丸!スクープ甲子園（2013年6月10日、日本テレビ）[4]
- 香川照之の昆虫すごいぜ! （2019年10月14日、NHK Eテレ）

### テレビドラマ
- ウルトラマンジード 第10話（2017年9月9日、テレビ東京） - サトコ / ゾべタイ星人ナビア 役
- 刑事夫婦 第3作（2017年2月27日、TBS） - ミナミ（キャバクラ「Club Noel」キャバ嬢） 役

### 舞台
- 大阪俳優市場2012秋「M町のとあるバス停」（2012年、世界館）
- "STRAYDOG" Produce公演「悲しき天使」（2015年1月8日 - 11日、東京芸術劇場シアターウエスト / 1月29日 - 2月1日、近鉄アート館）
- 劇団TEAM-ODAC第18回本公演「真っ白な図面とタイムマシン」（2015年8月26日 - 31日、紀伊國屋ホール）
- "STRAYDOG" produce公演「心は孤独なアトム」（2015年11月22日 - 25日、シアターグリーン BIG TREE THEATER / 11月14日・15日、ABCホール）

### CM
- ぷよぷよ!!クエスト「プレゼント篇」（2014年、セガネットワークス）
- リズム天国 ザ・ベスト+「クリスマスパーティー篇」（2015年、任天堂）
- どうぶつの森 ハッピーホームデザイナー「クリスマスパーティー篇」（2015年、任天堂）

## 作品

### イメージビデオ
- Flower Lei（2018年6月22日、竹書房）[5]
- Love u（2018年10月18日、ギルド）

### iDOLStreet時代
- 石神澪プロフィール｜iDOL Street/e-Street TOKYO - ウェイバックマシン（2013年7月9日アーカイブ分）
- 石神澪 トーキョー夢ぴよ組 e-Street TOKYO オフィシャルブログ - Ameba Blog - （2011年10月3日 - 2013年7月6日）